# Loxosceles parrami
Loxosceles parrami là một loài nhện trong họ Sicariidae.
Loài này thuộc chi Loxosceles. Loxosceles parrami được miêu tả năm 1981 bởi Newlands.